# Pseudoswammerdamia comptella
Pseudoswammerdamia comptella is een vlinder uit de familie van de stippelmotten (Yponomeutidae). De wetenschappelijke naam van de soort werd in 1796 gepubliceerd door Jacob Hübner.